# Reb Beach
Reb Beach (* jako Richard Earl Beach, Jr., 31. srpna 1963 Pittsburgh, Pensylvánie) je americký rockový kytarista, známý především jako člen skupin Whitesnake a Winger.

## Diskografie

### Alba

#### Winger
- Winger (1988)
- In the Heart of the Young (1990)
- Pull (1993)
- The Very Best Of Winger (2001)
- IV (2006)
- Demo Anthology (2007)
- Karma (2009)

#### Dokken
- Erase the Slate (1999)
- Live from the Sun (2000)

#### Sólová
- The Fusion Demos (1993)
- Masquerade (2001)

#### The Mob
- The Mob (2005)

#### Whitesnake
- Live: In The Still of the Night (2004)
- Live: In The Shadow Of The Blues (2005)
- Good to Be Bad (2008)
- Forevermore (2011)

#### Ostatní
- Various artists – The Lost Boys Soundtrack (1985)
- Fiona – Beyond the Pale (1986)
- Howard Jones – One on One (1986)
- Chaka Khan – Destiny (1986)
- Bee Gees – E.S.P. (1987)
- Twisted Sister – Love Is For Suckers (1987)
- Brian McDonald Group – Desperate Business (1988)
- Minoru Niihara – One (1989)
- Xenon – America's New Design (1989)
- Various artists – The Karate Kid III Soundtrack (1989)
- Various artists – Bill and Ted's Bogus Journey Soundtrack (1991)
- Various artists – Guitars that Rule the World (1992)
- Danger Danger – Cockroach (1993)
- Various artists – Smoke on the Water – A Tribute to Deep Purple (1994)
- Andy Timmons – EarX-tacy 2 (1997)
- Alice Cooper – A Fistful of Alice (1997)
- Various artists – Guitar Battle (1998)
- Various artists – Daytona USA 2 Game Soundtrack (1998)
- Various artists – This Conversation Seems Like A Dream (1998)
- Various artists – Bat Head Soup – A Tribute to Ozzy Osbourne (2000)
- Various artists – A Tribute to Van Halen (2000)
- Brian McDonald – Wind it Up (2000)
- War and Peace – Light at the End of the Tunnel (2000)
- Various artists – Stone Cold Queen – A Tribute (2001)
- Brian McDonald – Voyage (2003)
- Ken Tamplin and Friends – Wake the Nations (2003)
- XCarnation – Grounded (2005)
- Northern Light Orchestra – Celebrate Christmas (2010)